# 티나셰
티나셰(Tinashe, 1993년 2월 6일 ~ )는 미국의 싱어송라이터, 배우, 댄서다.
3살 때 모델과 연기로 연예계에 입문했다. 2012년, 집에서 손수 만든 믹스 테잎 In Case We Die 와 Reverie를 공개해 많은 호평을 받았다. 믹스 테잎 발매 후, RCA 레코드와 계약했다. 2013년, 세번째 앨범 Black Water를 발매했다. 데뷔 싱글 "2 On"를 발매해, 이 곡은 빌보드 핫 100에서 24위를 했다. 2014년, 데뷔 앨범 Aquarius를 발매해 많은 음악 평론가들에게 호평을 받으며 최고의 신인 여가수로 주목 받았다.

## 생애
1993년 2월 6일, 미국 켄터키주 렉싱턴에서 태어났다. 아버지는 마이클 카칭궤는 미시간주 폴리테크닉 대학교에서 연기를 가르치는 교수이며, 미국으로 이주한 짐바브웨 쇼나족 1세대이다. 어머니 에이미 카칭궤는 캘리포니아 주립 대학교 노스릿지 캠퍼스에서 물리 치료를 가르친다. 티나쉐는 마이클과 에이미 슬하의 장녀로 태어났으며 남동생 두 명이 있다. '티나쉐'라는 이름은 쇼나어로 "우리는 신과 함께 한다."라는 뜻이다. 여덟 살 때 티나쉐의 가족은 로스앤젤레스로 이주했다.

## 음악 스타일
티나셰는 자신의 음악 스타일을 이렇게 설명한다.
"R&B, 힙합, 얼터너티브 음악에서 영감을 많이 받아서, 이 세 장르를 사운드에 녹여내고 싶었어요. 또 전 어두운 분위기를 좋아하기도 해서 꽤 기괴한 곡들도 즐겨 듣죠. 제 목소리가 밝고 부드러운 편인데, 전 달콤하기만한 노래를 만들기는 싫거든요. 그런데 어두운 분위기의 곡들이랑 제 목소리가 어우러지면 꽤 괜찮더라구요. 그래서 음악을 만들 때 어둡고 무거운 멜로디를 우선 만들고 나중에 제 목소리를 가미하는 식으로 해요."

스터너스(The Stunners) 해체 후 각종 장비를 사서 스스로 음악을 만드는 법을 배웠다. 이후 자신의 곡 대부분을 홈 스튜디오에서 쓰고 제작했다. 또한 뮤직비디오도 스스로 만들고 편집했다. 평론가와 팬들은 티나셰의 음악 스타일을 자넷 잭슨, 제니퍼 로페즈, 알리야와 자주 비견한다.
어린 시절 집에서 부모님이 연주하는 음악을 즐겨 들었다. 가수들 중에는 마이클 잭슨, 자넷 잭슨, 제니퍼 로페즈, 브리트니 스피어스, 비욘세, 마돈나, 크리스티나 아길레라의 영향을 받았다.

## 사생활
네 살 때 발레, 탭 댄스, 재즈 댄스를 배웠다. 또한 태권도 검은 띠 소유자이다.
어릴 때 또래 아이들에게 괴롭힘을 당해 공립학교를 9학년까지 밖에 다니지 않았다. 그 때문에 이후 프롬, 졸업식, 대학 생활은 못 해봤지만, 대신 그 기간동안 자신이 정말로 원하는 걸 했기에 후회하진 않는다고 한다.
플레이 보이 잡지 2015년 11월 호에 등장했다. 플레이 보이 지가 더 이상 누드 사진을 실지 않겠다고 방침을 바꾼 이후 잡지에 등장한 여성들 중 한 명이다.

## 음반 목록

### 정규 앨범
- Aquarius (2014)
- Joyride (2017)
- Songs for You (2019)
- 333 (2021)